# Mellangatan
Mellangatan är en gata i stadsdelen Haga i Göteborg. Den är cirka 230 meter lång och sträcker sig från Södra Allégatan till strax bortom Frigångsgatan.

## Historik
Mellangatan fick sitt namn 1849 och det fastställdes 1852.
Mellangatan anses vara en av Hagas bäst bevarade gator, där landshövdingehusen pryder gatan på bägge sidor. Huset vid Mellangatan 11, byggt 1876, är Göteborgs äldsta bevarade landshövdingehus.
På Mellangatan fanns även lokaler för arbetarrörelsen. På adressen Mellangatan 9, i ett trevånings stenhus uppfört 1864, låg arbetarkommunens första lokal, och på samma adress etablerades 1892 tidningen Ny Tid. Fredrik Sterky bosatte sig där. Mellan 1901 och 1978 inhyste huset ungkarlshotellet Labor.
Namnet Mellangatan har även innehafts av Skomakaregatan i Landala och Strömsbergsliden i Färjestaden (utgången på grund av ändring av stadsplanen), samt var ett inofficiellt namn på en enskild gata som löpte parallellt med de utgångna gatorna Albogatan och Snickaregatan i Annedal.